# Beate Barwandt
Beate Barwandt (* 15. April 1950 in Dobbertin (?); † Januar 1975 in Karl-Marx-Stadt) war eine deutsche Schlager- und Chansonsängerin. Von 1973 bis zu ihrem frühen Tod war sie Gesangssolistin des Gerd Michaelis Chors.

## Leben und Wirken
Beate Barwandt erhielt ab 1962 Gesangs- und Violinunterricht an der Musikschule Parchim. Ab 1968 absolvierte sie eine Freundschaftspionierleiterausbildung an der Zentralschule der Pionierorganisation in Droyßig. Im Jahr 1969 nahm sie an der Oberschule Dobbertin eine Tätigkeit als Pionierleiterin auf und übernahm zugleich die Leitung der Dobbertiner Singegruppe.
Von 1971 bis 1972 absolvierte Barwandt den 4. Qualifizierungslehrgang für Schlagergesang am Zentralen Studio für Unterhaltungskunst. Alfons Wonneberg verglich ihr Timbre mit dem von Katja Ebstein und sah auch wegen ihrer optischen Erscheinung alle Voraussetzungen für ihren künftigen Erfolg als gegeben. Die Melodie und Rhythmus bezeichnete sie als den „Geheimtipp“ unter den Lehrgangsabsolventen.
1971 ging Beate Barwandt zusammen mit Hansi Biebl, Friedhelm Schönfeld, Mario Peters, Rainer Gäbler, Sieghart Schubert, Frank-Endrik Moll, Joachim Graswurm, Jörg Dobbersch, Angelika Mann und Uschi Brüning auf eine Konzerttournee durch die DDR. 1972 sang sie mit Uschi Brüning, Angelika Mann und Nina Hagen im Reinhard-Lakomy-Chor. Noch im selben Jahr entstanden erste Rundfunkproduktionen. 1973 holte Gerd Michaelis sie in seinen verjüngten Gerd Michaelis Chor.
Daneben war Beate Barwandt auch solistisch tätig. Ihre Debüt-Single Woher Du auch kommst erschien 1973 bei Amiga.
Im Duett mit Manfred Krug sang sie 1973 das Lied Mach's gut, ich muß geh'n; 1974 mit Jan Spitzer So halte mich.
Zu einem Auftritt in Karl-Marx-Stadt reiste sie im Januar 1975 mit einer unbehandelten schweren Grippe an. Dort verschlechterte sich ihr Zustand; in der Garderobe verlor sie das Bewusstsein. Beate Barwandt fiel ins Koma und verstarb nur wenige Tage später im Karl-Marx-Städter Krankenhaus im Alter von 24 Jahren. Beigesetzt wurde sie auf dem Klosterfriedhof Dobbertin.
Durch den Tod von Beate Barwandt geriet der Gerd-Michaelis-Chor in eine schwere Krise, da die Sängerin nicht anderweitig zu ersetzen war. Mehrere Mitglieder verließen den Chor noch im gleichen Jahr. Der mit der Sängerin eng befreundete Chorleiter Gerd Michaelis geriet in eine Lebenskrise und gab 1976 aus gesundheitlichen Gründen die Leitung des Chors an Vlady Slezák ab.

## Diskographie
Alben
- Uschi Brüning und das Günther Fischer-Quintett, Amiga, 1973 (zusammen mit Angelika Mann und Sabine Roterberg als Sängerin)
- Gerd Michaelis Chor, Amiga, 1974 (als Chorsängerin und -solistin)
- Manfred Krug: Greens, Amiga, 1975 (Lied Mach's gut, ich muß geh'n im Duett)

Singles
- Woher du auch kommst / Laß uns glücklich sein, Amiga, 1973
- Gerd Michaelis Chor: Waterloo, Amiga, 1974 (als Chorsängerin und -solistin)
- Gerd Michaelis Chor: Dieses Jahr, Amiga, 1974 (als Chorsängerin und -solistin)

Sampler
- Du (Liebeslieder unserer Zeit), Amiga, 1974: Der Liebe wegen, Fern ferne Schwester, im Duett mit Jan Spitzer So halte mich
- Das ist die Welt, in der ich glücklich bin (Lieder und Chansons – Dein Nerz dem Sport), Amiga, 1975: Der Liebe wegen
- Und wir gingen auf uns zu (Die schönsten Rock- und Pop-Duette), Amiga, 2009: im Duett mit Manfred Krug Mach's gut, ich muß geh'n

VHS-DVD
- Die junge Welt ist in Berlin zu Gast, Amiga, 2013: Sing auf allen Straßen (mit dem Gerd Michaelis Chor), Singt unser Lied (mit Dean Reed und dem Gerd Michaelis Chor)

## Rundfunkaufnahmen
- 1972: Sonnenschein und Du bist nicht mehr da (mit dem Orchester Reinhard Lakomy), Dann kamst du (mit dem Rundfunk-Tanzorchester Berlin)
- 1973: Einmal träumst du meine Träume und Was du für andere tust (jeweils mit dem Rundfunk-Tanzorchester Berlin, letzteres als Lied für die X. Weltfestspiele)